# Match à 100 points de Wilt Chamberlain
Le match à 100 points de Wilt Chamberlain, considéré par la National Basketball Association (NBA) comme l'un de ses matchs les plus importants, est un match de saison régulière entre les Warriors de Philadelphie — futurs Warriors de Golden State — et les Knicks de New York qui a lieu le 2 mars 1962 à l'Hersheypark Arena d'Hershey, en Pennsylvanie.
Les Warriors remportent le match 169 points à 147, établissant ce qui était alors un record pour le plus grand nombre de points marqués dans un match par les deux équipes. Le match est cependant plus mémorable pour les 100 points marqués par le pivot des Warriors Wilt Chamberlain. Cette performance lui a permis de dépasser le précédent record NBA de points marqués en un match par un joueur, de même que cinq autres records NBA.
Alors que Chamberlain détient déjà le record du nombre de points en NBA avec 78 unités, Chamberlain termine le troisième quart-temps avec 69 points et est encouragé par la foule de l'Hersheypark Arena qui crie « Give it to Wilt ! » (trad : Donne-le [le ballon] à Wilt !).
Chamberlain a battu plusieurs records de points lors de la saison NBA 1961-1962, mais cette performance de 100 points est considérée comme la plus importante. Par la suite, ce match devint son match de référence. Il n'a toujours pas été battu en NBA.

## Contexte
Wilt Chamberlain est au milieu de sa troisième saison dans la National Basketball Association. Dominateur dès son arrivée dans la ligue, il est le double meilleur marqueur en titre avec 37,6 points de moyenne lors de sa première saison et 38,4 points lors de la deuxième. Pivot dominant, il impose de plus en plus sa domination physique avec sa taille (2,16 m) et son endurance.
Interview du joueur des Lakers de Los Angeles Elgin Baylor après la rencontre du 8 décembre 1961 contre les Warriors :

« Bien Elgin, il a battu votre record, mais il a eu trois prolongations pour y arriver. »

— Chick Hearn, commentateur historique des Lakers.

« Cela n'est pas vraiment important, un jour, ce gars va marquer 100 points. »

— Elgin Baylor, précédent détenteur du record avec 71 points.
L'arrivée de l'entraîneur de l'Université de Caroline du Nord Frank McGuire a changé le jeu du géant. Le 8 décembre 1961, Chamberlain a établi un nouveau record de points en NBA en inscrivant 78 points dans un match terminé après trois prolongations contre les Lakers de Los Angeles. 
Il ne reste que cinq rencontres à jouer en saison régulière alors que les Warriors de Philadelphie (46-29) accueillent les Knicks de New York, derniers de la conférence. Chamberlain est sur une série de matchs à plus de 60 points avec respectivement 67, 65 et 61 lors des trois confrontations de la semaine avant de recevoir les Knicks. Le pivot titulaire des Knicks, Phil Jordon est indisponible, laissant l'équipe new-yorkaise avec Darrall Imhoff, joueur de deuxième année de 2,08 mètres et solide défenseur qui a remporté le championnat universitaire 1959 et une médaille d'or olympique aux Jeux de 1960 ; et Cleveland Buckner, remplaçant offensif de 2,06 mètres qui a des difficultés en défense. Deux jours plus tôt, Chamberlain a inscrit 28 points en un seul quart-temps contre New York avec Buckner en défense.

## Feuille de match
| 2 mars 1962 | Source | Knicks de New York 147, Warriors de Philadelphie 169 | Knicks de New York 147, Warriors de Philadelphie 169 | Knicks de New York 147, Warriors de Philadelphie 169    |  | Hersheypark Arena, Hershey Affluence : 4 124 personnes Arbitres : Willie Smith, Pete D'Ambrosio |
| 2 mars 1962 | Source | Score par quart-temps : 26-42, 42-37, 38-46, 41-44   |                                                      |                                                         |  | Hersheypark Arena, Hershey Affluence : 4 124 personnes Arbitres : Willie Smith, Pete D'Ambrosio |
| 2 mars 1962 | Source | Score par mi-temps : 68-79, 79-90                    |                                                      |                                                         |  | Hersheypark Arena, Hershey Affluence : 4 124 personnes Arbitres : Willie Smith, Pete D'Ambrosio |
| 2 mars 1962 | Source | Richie Guerin 39 Dave Budd 10 Richie Guerin 6        | Points Rebonds Passes d.                             | Wilt Chamberlain 100 Wilt Chamberlain 25 Guy Rodgers 20 |  | Hersheypark Arena, Hershey Affluence : 4 124 personnes Arbitres : Willie Smith, Pete D'Ambrosio |

| Knicks de New York     | Knicks de New York | Knicks de New York | Knicks de New York | Knicks de New York | Knicks de New York | Knicks de New York | Knicks de New York | Knicks de New York | Knicks de New York | Knicks de New York |                     | Warriors de Philadelphie | Warriors de Philadelphie | Warriors de Philadelphie | Warriors de Philadelphie | Warriors de Philadelphie | Warriors de Philadelphie | Warriors de Philadelphie | Warriors de Philadelphie | Warriors de Philadelphie | Warriors de Philadelphie | Warriors de Philadelphie |
| Joueur                 | Pos                | Min                | FGM                | FGA                | FTM                | FTA                | Reb                | Pas                | Fts                | Pts                | Joueur              | Pos                      | Min                      | FGM                      | FGA                      | FTM                      | FTA                      | Reb                      | Pas                      | Fts                      | Pts                      |                          |
| ---------------------- | ------------------ | ------------------ | ------------------ | ------------------ | ------------------ | ------------------ | ------------------ | ------------------ | ------------------ | ------------------ | ------------------- | ------------------------ | ------------------------ | ------------------------ | ------------------------ | ------------------------ | ------------------------ | ------------------------ | ------------------------ | ------------------------ | ------------------------ | ------------------------ |
| Willie Naulls          | F                  | 43                 | 9                  | 22                 | 13                 | 15                 | 7                  | 2                  | 5                  | 31                 | Paul Arizin         | F                        | 31                       | 7                        | 18                       | 2                        | 2                        | 5                        | 4                        | 0                        | 16                       |                          |
| Johnny Green           | F                  | 21                 | 3                  | 7                  | 0                  | 0                  | 7                  | 1                  | 5                  | 6                  | Tom Meschery        | F                        | 40                       | 7                        | 12                       | 2                        | 2                        | 7                        | 3                        | 4                        | 16                       |                          |
| Darrall Imhoff         | C                  | 20                 | 3                  | 7                  | 1                  | 1                  | 6                  | 0                  | 6                  | 7                  | Wilt Chamberlain    | C                        | 48                       | 36                       | 63                       | 28                       | 32                       | 25                       | 2                        | 2                        | 100                      |                          |
| Richie Guerin          | G                  | 46                 | 13                 | 29                 | 13                 | 17                 | 8                  | 6                  | 5                  | 39                 | Guy Rodgers         | G                        | 48                       | 1                        | 4                        | 9                        | 12                       | 7                        | 20                       | 5                        | 11                       |                          |
| Al Butler (en)         | G                  | 32                 | 4                  | 13                 | 0                  | 0                  | 7                  | 3                  | 1                  | 8                  | Al Attles           | G                        | 34                       | 8                        | 8                        | 1                        | 1                        | 5                        | 6                        | 4                        | 17                       |                          |
| Cleveland Buckner (en) |                    | 33                 | 16                 | 26                 | 1                  | 1                  | 8                  | 0                  | 4                  | 33                 | York Larese         |                          | 14                       | 4                        | 5                        | 1                        | 1                        | 1                        | 2                        | 5                        | 9                        |                          |
| Dave Budd              |                    | 27                 | 6                  | 8                  | 1                  | 1                  | 10                 | 1                  | 1                  | 13                 | Ed Conlin (en)      |                          | 14                       | 0                        | 4                        | 0                        | 0                        | 4                        | 1                        | 1                        | 0                        |                          |
| Donnie Butcher         |                    | 18                 | 3                  | 6                  | 4                  | 6                  | 3                  | 4                  | 5                  | 10                 | Joe Ruklick         |                          | 8                        | 0                        | 1                        | 0                        | 2                        | 2                        | 1                        | 2                        | 0                        |                          |
|                        |                    |                    |                    |                    |                    |                    |                    |                    |                    |                    | Ted Luckenbill (en) |                          | 3                        | 0                        | 0                        | 0                        | 0                        | 1                        | 0                        | 2                        | 0                        |                          |
| Équipe                 |                    |                    |                    |                    |                    |                    | 4                  |                    |                    |                    | Équipe              |                          |                          |                          |                          |                          |                          | 3                        |                          |                          |                          |                          |
| Total                  |                    | 240                | 57                 | 118                | 33                 | 41                 | 60                 | 17                 | 32                 | 147                | Total               |                          | 240                      | 63                       | 115                      | 43                       | 52                       | 60                       | 39                       | 25                       | 169                      |                          |

| Quart-temps | Min | FGM | FGA | FTM | FTA | Reb | Pas | Fts | Pts |
| ----------- | --- | --- | --- | --- | --- | --- | --- | --- | --- |
| 1er         | 12  | 7   | 14  | 9   | 9   | 10  | 0   | 0   | 23  |
| 2e          | 12  | 7   | 12  | 4   | 5   | 4   | 1   | 1   | 18  |
| 3e          | 12  | 10  | 16  | 8   | 8   | 6   | 1   | 0   | 28  |
| 4e          | 12  | 12  | 21  | 7   | 10  | 5   | 0   | 1   | 31  |

### Citations originales
1. ↑  (en) « Well Elgin, he broke your record, but he had three overtimes to do it. »
2. ↑  (en) « It doesn't really matter, someday that guy is going to score 100 points. »